# Deuce (Korn)
Deuce è il terzo album video del gruppo musicale statunitense Korn, pubblicato l'11 giugno 2002 dalla Epic Records.

## Descrizione
Include il primo VHS della band del 1997 Who Then Now?. Il DVD ricevette un disco di platino dalla RIAA. Il DVD inoltre contiene i video-clip della maggior parte dei singoli pubblicati fino ad allora (come Blind,A.D.I.D.A.S., Freak on a Leash, Make Me Bad, Somebody Someone, Got the Life, Falling Away from Me) tutti non censurati. Contiene inoltre il video del brano Faget allora uscito solo nella VHS Who Then Now?.
C'è un menu interattivo, con delle funzioni "segrete" sbloccabili attraverso una serie di passaggi da fare tramite un telecomando o con il Mouse. Inoltre ci sono molti contenuti extra come materiale backstage (sia dei tour, sia della registrazione dei video) e delle interviste ai membri della band

## Capitoli
1. Introduction
2. Life Is Peachy
3. Early Shows
4. A.D.I.D.A.S.
5. Follow the Leader
6. BBK
7. Got the Life
8. Ice Cube
9. Freak on a Leash
10. Press Tour
11. Halloween
12. Issues
13. Cover Contest
14. The Apollo
15. Falling Away from Me
16. David's Arm
17. Make Me Bad
18. Korn Kids
19. Pre-Show
20. 4U
21. After Show
22. Somebody Someone
23. Woodstock
24. Credits

## Formazione
- Jonathan Davis - voce
- Brian Welch - chitarra
- James Shaffer - chitarra
- Reginald Arvizu - basso
- David Silveria - batteria